# Rožnata majica
Rožnata majica (izvirno italijansko maglia rosa [màlja ròza]) je majica vodilnega na kolesarski dirki po Italiji. Majico je leta 1931 uvedel italijanski športni časopis La Gazzetta dello Sport, pobudnik Gira, saj je bila roza tematska barva časopisa. Roza dres se podeli vodilnemu v trenutni časovni skupni razvrstitvi po vsaki etapi. Prvi nosilec Maglie Rose je bil Learco Guerra, ki je osvojil uvodno etapo 19. Gira iz Milana do Mantove.